# Georgia May Jagger

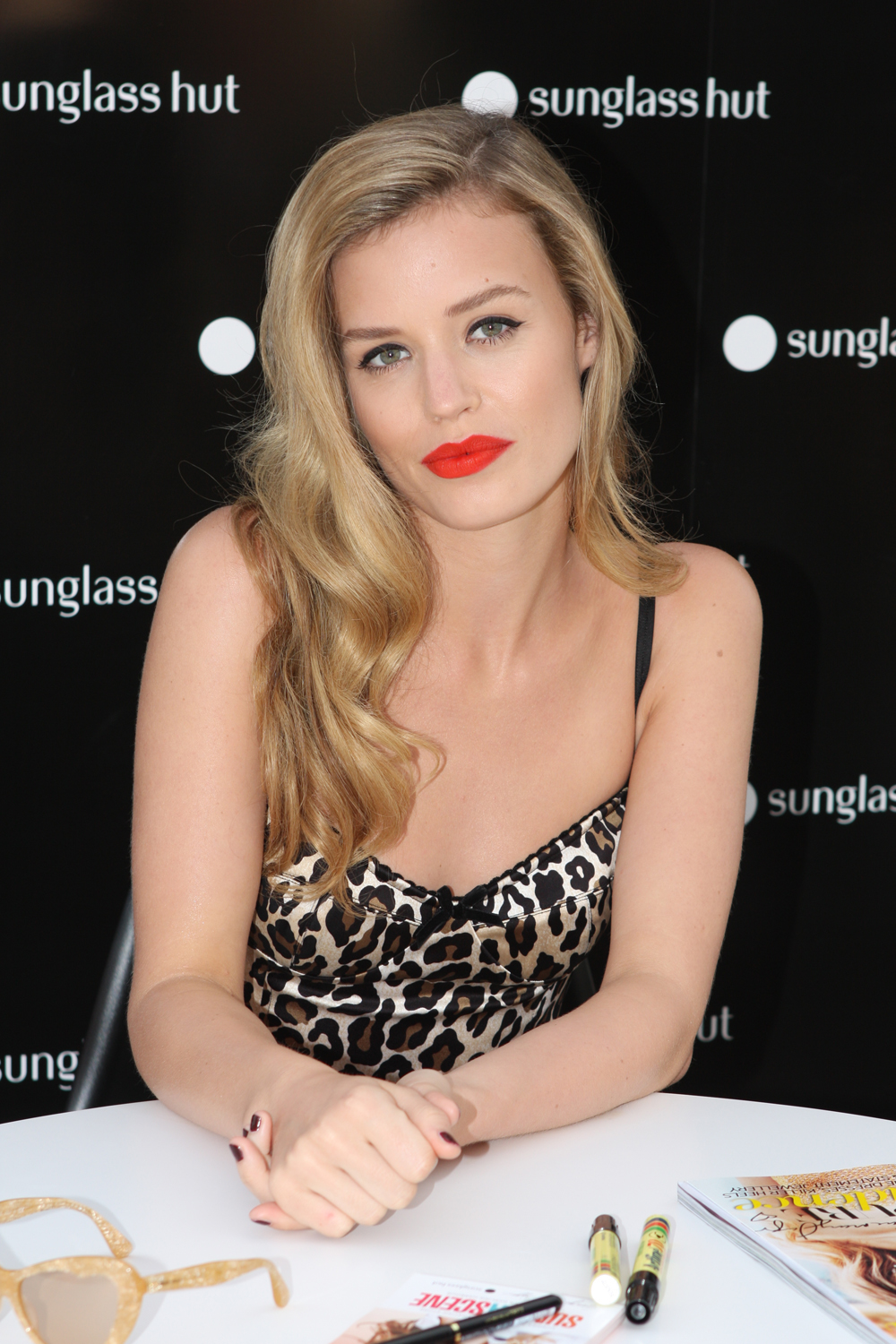
Georgia May Jagger (2012)

Georgia May Ayeesha Jagger (* 12. Januar 1992 in West End, London) ist eine britisch-US-amerikanische Designerin und Model. 

## Leben
Georgia May Jagger wurde im Portland Hospital in West End, London, England, als Tochter des US-amerikanischen Models Jerry Hall und jüngste Tochter des Leadsängers der Band The Rolling Stones, Mick Jagger, geboren. Sie hat drei Geschwister: Elizabeth, James und Gabriel. Außerdem hat sie mehrere Halbgeschwister aus anderen Beziehungen ihres Vaters: Karis, Jade, Lucas und Deveraux. Jagger wuchs in der Nähe von Richmond Park auf und zog im Herbst 2010 nach New York City, später kehrte sie in ihre Heimatstadt London zurück. Bekannt wurde sie vor allem durch ihre markante Zahnlücke.
Im Jahr 2008 unterschrieb Jagger bei Independent Models und wird derzeit von TESS Model Management vertreten. Nur ein Jahr später, 2009, hatte sie ein Shooting für die Vogue. Seit 2011 modelt sie für Versace und lief für bekannte Designermarken wie Tommy Hilfiger, Balmain, Vivienne Westwood, Alexander Wang, Miu Miu, Sonia Rykiel, Thierry Mugler, Marchesa, Fendi, Tom Ford, Louis Vuitton, Marc Jacobs und Just Cavalli uvm. Gleichzeitig zierte sie viele Cover von bekannten Hochglanz-Modemagazinen. 
2009 wurde Jagger bei den Fashion Awards vom British Fashion Council zum Model des Jahres gekürt. Außerdem war sie von 2009 bis 2013 das Gesicht von Hudson Jeans. Daneben war sie das Gesicht für viele Werbekampagnen. Jagger nahm an der Abschlusszeremonie der Olympischen Sommerspiele 2012 in London mit Kate Moss, Naomi Campbell und Lily Donaldson teil, welche die britische Mode vertraten.
Jagger hat Kollektionen mit Volcom und Mulberry entworfen. Neben ihrer Model-Karriere studierte sie in New York Kunst und Fotografie.